# Сознательный отказчик

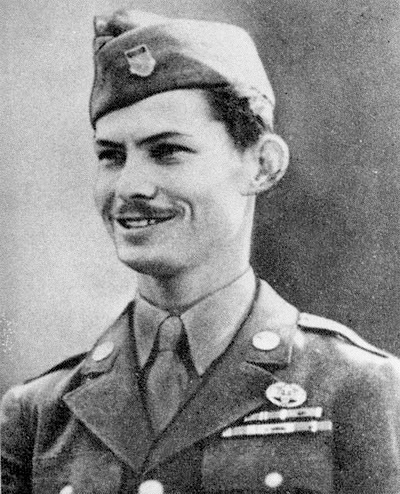
Десмонд Досс — первый из трёх сознательных отказчиков, получивших высшую военную награду США — Медаль Почёта

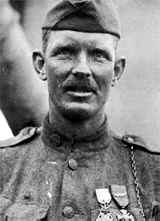
Элвин Йорк — американский герой Первой мировой войны, который пытался отказаться от призыва в армию, написав в анкете призывника: «Не хочу воевать»

Сознательный отказчик (англ. conscientious objector; также отказчик совести, или сознательный отказчик от военной службы, или сознательный отказчик от военной службы по убеждениям совести) — человек, убеждениям которого противоречит несение военной службы, отказывающийся на этом основании от её прохождения.
Не все государства допускают отказ от военной службы по убеждениям, хотя в последние десятилетия статус сознательного отказчика получает всё более широкое признание в мире.
Существует несколько типов сознательных отказчиков: те, кто отказываются брать в руки оружие; те, кто отказывается от участия в боевых действиях; те, кто полностью отказывается от воинской службы; те, кто отказывается работать в любой сфере, связанной с войной. Самым суровым наказаниям, от тюремного заключения до смертной казни, подвергались те сознательные отказчики, кто уклонялся от какого бы то ни было участия в военных мероприятиях.
Отказ от воинской службы по убеждениям является формой индивидуального протеста, актом сопротивления моральному злу, который может сопровождаться нарушением закона в тех странах, которые не признают юридического статуса сознательных отказчиков. Наиболее радикальные формы протеста не санкционируются даже в самых либеральных странах — например, отказ от уплаты налогов, идущих на военные нужды, или отказ от регистрации на призывных пунктах. Отказ по убеждениям совести, таким образом, разделяет с философией гражданского неповиновения представление о том, что человек имеет моральное право отвергать требования государства.
В 1987 г. Комиссия ООН по правам человека приняла резолюцию, определяющую отказ от воинской службы по убеждениям как «законное проявление свободы мысли, совести и религии». Это определение было подтверждено в последующих резолюциях, а в 1995 г. Комиссия призвала все страны-члены ООН «…если они до сих пор этого не сделали, принять законодательство и осуществить меры по освобождению от воинской службы на основе искренних убеждений».

## Термин
Долгое время в русскоязычном пространстве отсутствовал общеупотребительный вариант перевода английского термина «conscientious objector». Так, в русскоязычной версии Международного пакта о гражданских и политических правах этот термин переводится как «лицо, отказывающееся от военной службы по политическим или религиозно-этическим мотивам». В статье 59 Конституции Российской Федерации сознательные отказчики названы «лицами, убеждениям которых противоречит несение военной службы».
В советское время существовала практика называния сознательных отказчиков «отказниками», этот термин несёт в себе негативную коннотацию и употребляется редко.
Сегодня в русскоязычном пространстве закрепился перевод «сознательный отказчик».

## История
Отказы от военной службы по религиозным убеждениям известны ещё с первых веков христианства. Сохранились имена некоторых римлян-христиан, казнённых за отказ носить оружие: Максимилиан, Маркелл Танжерский, Кассиан и др.
В Российской империи случаи отказа от военной службы по религиозным убеждениям известны, по крайней мере, со второй половины XVIII века. В основном это были представители крайних толков старообрядчества и духовные христиане: духоборы, молокане и др. В дневнике генерала Н. Муравьева-Карского сохранилась запись о пяти крестьянах Тамбовской губернии, присланных в 1818 году на Кавказ «для исправления и приучения к воинской дисциплине». Их прислали за отказ служить в солдатах. Несколько раз их наказывали кнутом, прогоняли сквозь строй, но они продолжали говорить: «Все люди равны, не будем убивать на войне людей-братьев. Можете на куски резать нас, мы не сдадимся, не наденем шинели, не будем пайка есть, не будем солдатами…».
Сознательный отказ стал сравнительно широко заметным с 1874 года, с введением всеобщей воинской службы. Отдельные случаи, когда члены религиозных групп отказывались носить оружие, имели место и раньше, но они были единичны. Исключение составляли меннониты, которым Екатериной II было даровано право служить в качестве лесничих. Однако духоборы за отказ от военной службы подвергались жестоким преследованиям.
В XIX веке в Пруссии меннонитов освобождали от воинской повинности, если они платили военный налог.
Во время Первой мировой войны во Франции сознательных отказчиков расстреливали, в Австро-Венгрии и в Германии их отправляли в тюрьмы или в психиатрические лечебницы.
Первой в мире страной, законодательно признавшей право на отказ от военной службы по пацифистским убеждениям, была Великобритания, второй (в 1917 году) стала Дания. В Великобритании сознательным отказчикам давали освобождение от службы в действующей армии с прохождением альтернативной службы в небоевых частях, например, в Санитарной службе Друзей. Тем, кто на это был не согласен, предлагали взамен обязательную гражданскую службу. Тех же, кто отказывался даже от такой альтернативы, называли «абсолютистами» и отправляли в тюрьмы.
В начале XX века в Российской империи было примерно 10—15 случаев отказа от военной службы в год. Во время Первой мировой войны отказчиков приговаривали к расстрелу, но, как правило, заменяли его на пожизненные каторжные работы. По неполным официальным данным было осуждено 837 человек, 370 из которых составляли баптисты и евангельские христиане. После Февральской революции Временное правительство амнистировало лиц, осуждённых по таким обвинениям. Результатом переговоров А. Ф. Керенского и В. Г. Черткова стал указ об учреждении альтернативной гражданской службы для всех отказчиков по религиозным убеждениям, однако в силу он так и не вступил.
В декрете ВЦИК РСФСР от 22 апреля 1918 года «Об обязательном обучении военному искусству» предписывалось привлекать верующих, отказывающихся по своим религиозным убеждениям от военной службы в процессе обучения, только к тем обязанностям, которые не были связаны с использованием оружия. С октября 1918 года по распоряжению Л. Д. Троцкого данная категория граждан зачислялись в санитарную армейскую команду. Декрет СНК РСФСР «Об освобождении от военной повинности по религиозным убеждениям» от 4 января 1919 года декларировал освобождение от военной службы людей, считавших для себя невозможным нести воинскую службу по религиозно-этическим мотивам, с заменой её «санитарной службой преимущественно в заразных госпиталях или иной соответствующей общеполезной работой по выбору самого призывника». При этом народный суд должен был запросить созданный в октябре 1918 года общественный Объединенный совет религиозных общин и групп об экспертизе — действительно ли вероисповедание призывника запрещает ему проходить военную службу. Наркомат юстиции РСФСР, в свою очередь (Постановление от 5 июля 1919 года и Циркуляр от 4 августа 1920 года), ввёл ответственность Объединенного совета религиозных общин и групп за достоверность сведений об антивоенных взглядах лиц, желающих уклониться от призыва в армию, а также право народного суда отклонить результаты экспертизы этой организации. 21 декабря 1920 года было опубликовано Постановление Совнаркома, которое лишило Объединенный совет религиозных групп и общин права на экспертизу по ходатайствам об освобождении от воинской повинности. Отныне вопрос освобождения решал исключительно народный суд. Однако с ноября 1923 года закон об альтернативной службе фактически перестал применяться в отношении баптистов, адвентистов и евангельских христиан. Освобождались от военной службы лишь меннониты, духоборы, молокане и нетовцы. Как признал в 1924 году В. Д. Бонч-Бруевич, «на основе этого декрета получили освобождение от военной службы всего 657 человек за 5 лет». Положение о предоставлении освобождения от воинской обязанности по религиозным убеждениям было вновь включено в закон об обязательной военной службе 1925 года. Освобождённые обязывались принимать участие в «общеполезных работах», в том числе в борьбе с эпидемиями, эпизоотиями, лесными пожарами, выполнять земляные работы. В военное время они должны были направляться в особые команды по обслуживанию тыла и фронта. Но в законе СССР от 1 сентября 1939 года «О всеобщей воинской повинности» право на освобождение от военной службы по религиозным убеждениям уже не предусматривалось.
Когда в США в 1940 году был принят Закон об ограниченной воинской службе и военной подготовке, который ввёл призыв в вооруженные силы, он предусматривал освобождение лиц от «боевой подготовки и службы в сухопутных и военно-морских силах, если они по причине религиозных убеждений и по соображениям совести отказываются принимать участие в войне в какой-либо форме». Отказчикам воинская служба заменялась общественными работами.
Во время Второй мировой войны в нацистской Германии сознательных отказчиков (в частности, свидетелей Иеговы) либо расстреливали без суда и следствия либо отправляли в концлагеря. Австрийский католик Франц Егерштеттер, казнённый за отказ от службы в Вермахте, был позднее причислен к лику святых.
После Второй мировой войны право сознательных отказчиков на альтернативную гражданскую службу было признано как в ФРГ, так и в ГДР. Во Франции это право было признано в 1963 году, в Бельгии — в 1964 году.
В России право на альтернативную гражданскую службу впервые было закреплено в Конституции, принятой в 1993 году (см. статью Альтернативная гражданская служба в России).